# Yaëlle Hoyaux
Yaëlle Casier, née Hoyaux le 1er février 1998 à La Tronche, est une joueuse française de badminton.

## Biographie
Yaëlle Casier (née Hoyaux) débute le badminton en 2006 à Talence. 
Elle remporte en 2013 une médaille d'argent lors du Finnish International Junior. Elle gagne son premier titre en 2015, lors de l'Italian Junior. Elle est de nouveau médaillée d'argent au Bulgaria Open 2015 et lors de l'Algeria International en 2019.
Championne de France Junior en 2016, elle est vice-championne de France senior en 2019 et championne de France en 2021. 

## Palmarès
| Année | Tournoi                                          | Résultat  |
| ----- | ------------------------------------------------ | --------- |
| 2013  | YONEX Finnish International Junior Championships | Finaliste |
| 2015  | Yonex Italian Junior                             | Victoire  |
| 2015  | Bulgarian Junior                                 | Finaliste |
| 2019  | Algeria International                            | Finaliste |
| 2020  | Championnats d'Europe de badminton par équipes   | Finaliste |

| Année | Compétition                  | Résultat  |
| ----- | ---------------------------- | --------- |
| 2019  | Championnat de France Sénior | Finaliste |
| 2021  | Championnat de France Elite  | Victoire  |